# Celorico de Basto
Celorico de Basto is een plaats en gemeente in het Portugese district Braga.
De gemeente heeft een totale oppervlakte van 181 km² en telde 20.466 inwoners in 2001.

## Plaatsen in de gemeente
- Agilde
- Arnóia
- Borba de Montanha
- Britelo (Celorico de Basto)
- Caçarilhe
- Canedo de Basto
- Carvalho
- Codeçoso
- Corgo
- Fervença
- Gagos
- Gémeos
- Infesta
- Molares
- Moreira do Castelo
- Ourilhe
- Rego
- Ribas
- Santa Tecla de Basto
- São Clemente de Basto
- Vale de Bouro
- Veade